# Препаскова сврачкова мравколовка
Препаскова сврачкова мравколовка (Thamnophilus doliatus) е вид птица от семейство Thamnophilidae.

## Разпространение
Видът е разпространен в Аржентина, Белиз, Боливия, Бразилия, Венецуела, Гватемала, Гвиана, Еквадор, Колумбия, Коста Рика, Мексико, Никарагуа, Панама, Парагвай, Перу, Салвадор, Суринам, Тринидад и Тобаго, Френска Гвиана и Хондурас.